# Вільгельм Рудольф Манн
Вільгельм Рудольф Манн (нім. Wilhelm Rudolf Mann; 4 квітня 1894, Вісбаден — 10 березня 1992, Грайнау)— менеджер компаній I.G. Farben і Bayer. Штурмфюрер СА.

## Біографія
В 1910 році закінчив Кельнське комерційне училище, після чого пройшов комерційне навчання на металургійному заводі  G. & J. Jäger в Ельберфельді. Учасник Першої світової війни. В 1919 році почав вивчати економіку в Кельні. В 1920 році розпочав свою професійну кар'єру на фарбовій фабриці Hoechst, з 1922 року — уповноважений підписант. З 1926 року — член контрольної ради концерну Degesch. В 1931 році замінив свого батька на посаді заступника члена правління I.G. Farben, з 1934 року — повноправний член правління і голова Східноазіатського комітету концерну. В грудні 1931 року вступив у НСДАП, в кінці 1932 року вийшов з партії, проте повторно вступив в 1933 році. В 1934 році вступив у СА. З 1935 року — президент GfK. З 1937 року — Імперський економічний суддя. Також Манн був генеральним консулом Данії в Рейнській області та Вестфалії. 
Згідно листа барона Отмара фон Фершюра від 19 листопада 1943 року, Манн знав про експерименти на людях, які проводив Йозеф Менгеле, і надавав йому фінансову підтримку.
Після Другої світової війни заарештований і на Нюрнберзькому процесу у справі I.G. Farben був звинувачений у грабунку і масових вбивствах. 30 липня 1948 року виправданий.
З 1949 року — керівник відділу продажу фармацевтичних препаратів Bayer, одночасно до 1955 року — президент GfK. В 1950-53 роках — голова комітету зовнішньої торгівлі Федеральної асоціації німецької промисловості.

## Сім'я
Був тричі одружений, мав трьох дітей. Друга дружина (з 6 липня 1940 року) — Марія Нігюс, дочка текстильного фабриканта Бернгарда Нігюса.

## Нагороди
- Залізний хрест 2-го і 1-го класу
- Ганзейський Хрест (Гамбург)
- Військова медаль (Османська імперія)
- Нагрудний знак «За поранення» в чорному
- Почесний хрест ветерана війни з мечами
- Хрест Воєнних заслуг 2-го і 1-го (1944) класу